# Eubela mcgintyi
Eubela mcgintyi är en snäckart som beskrevs av Jeanne Sanderson Schwengel 1943. Eubela mcgintyi ingår i släktet Eubela och familjen kägelsnäckor. Inga underarter finns listade i Catalogue of Life.